# Люциферины
Люциферины (от лат. lucifer — букв. «несущий свет, светоносный») — класс светоизлучающих веществ, обнаруженных в организмах, способных к биолюминесценции.

## Типы люциферинов
Люциферины представляют собой небольшие молекулы, служащие субстратом для соответствующих ферментов — люцифераз. Люциферины окисляются в присутствии люциферазы с образованием оксилюциферина и излучают энергию в виде света. Существует несколько основных типов люциферинов:
- Люциферин светлячка. Производное бензотиазола.
- Люциферин моллюсков Latia neritoides. Сложный эфир непредельного спирта.
- Бактериальный люциферин содержит восстановленный рибофлавин-фосфат.
- Люциферин динофлагеллят (простейших) — производное хлорофилла. Именно он приводит к явлению свечения (фосфоресценции) океана. Похожий люциферин найден у мелких морских ракообразных.
- Варгулин — имидазолопиразин, обнаружен у ракушковых и некоторых глубоководных рыб.
- Целентеразин обнаружен у радиолярий, ктенофор, книдарий, кальмаров, копепод, щетинкочелюстных, рыб и креветок. Является светоиспускающим компонентом белков экворина и обелина. Производное имидозопиразина.
- Люциферин грибов. Производное пирона.

## Галерея
- Структура люциферина светлячка
- Люциферин моллюсков
- Люциферин бактерий
- Люциферин динофлагеллят